# Balistes ellioti
Espèce
Balistes ellioti est une espèce de poissons osseux de la famille des Balistidae (Balistidés).